# スチュアート・スナイダー
スチュアート・スナイダー(Stuart Snyder、男性、生年月日不明 - ）は、アメリカ合衆国の経営者。
過去の肩書きにフェルド・エンターテイメント社長兼COO、World Wrestling Entertainment社長兼COO、CINARコーポレーション社長兼CEO、GameTap上級副社長兼ゼネラルマネージャー、Turner's Animation, Young Adults & Kids Mediaプレジデント兼COOとして、3代目カートゥーン ネットワーク社長、GameTapなどがある。

## 略歴
ニューヨーク州立大学ビンガムトン校経営学部でマネジメントとマーケティング、会計を学ぶ。
2007年にジム・サンプルズが辞任した後、カートゥーン ネットワークを担当する者としての地位を引き継いだ。2014年3月6日には、スチュアート・スナイダーによる新入ターナー社長、デビッド・レヴィとの紛争に3月末にターナー・ブロードキャスティング・システムの社長兼最高経営責任者としての彼のポストを辞任すると発表した。